# Břetislav Klein
Břetislav Klein (* 4. května 1936) byl český a československý politik Komunistické strany Československa, poslanec Sněmovny národů Federálního shromáždění a České národní rady na počátku normalizace.

## Biografie
K roku 1969 se uvádí bytem v obci Křešice u Děčína. Profesí byl dělníkem. Měl základní vzdělání a pracoval jako svářeč v n. p. Chepos Děčín. Měl zkušenosti s prací v ČSM a ROH. Po provedení federalizace Československa usedl v lednu 1969 do Sněmovny národů Federálního shromáždění. Ve FS setrval do září 1970, kdy rezignoval na poslanecký mandát v ČNR a ztratil tudíž i křeslo ve federálním parlamentu.